# St. Johannis (Nohra)

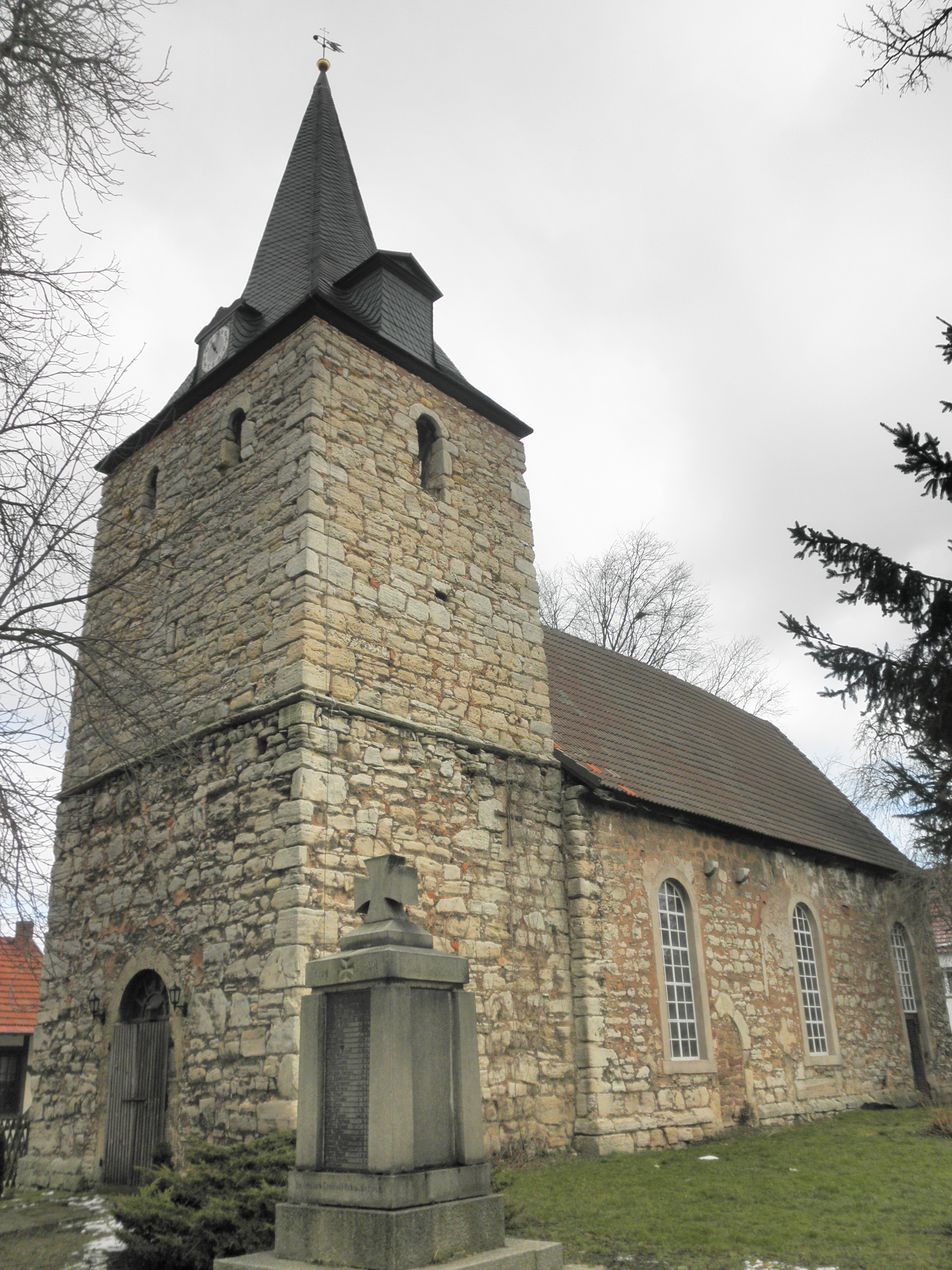
St. Johannis

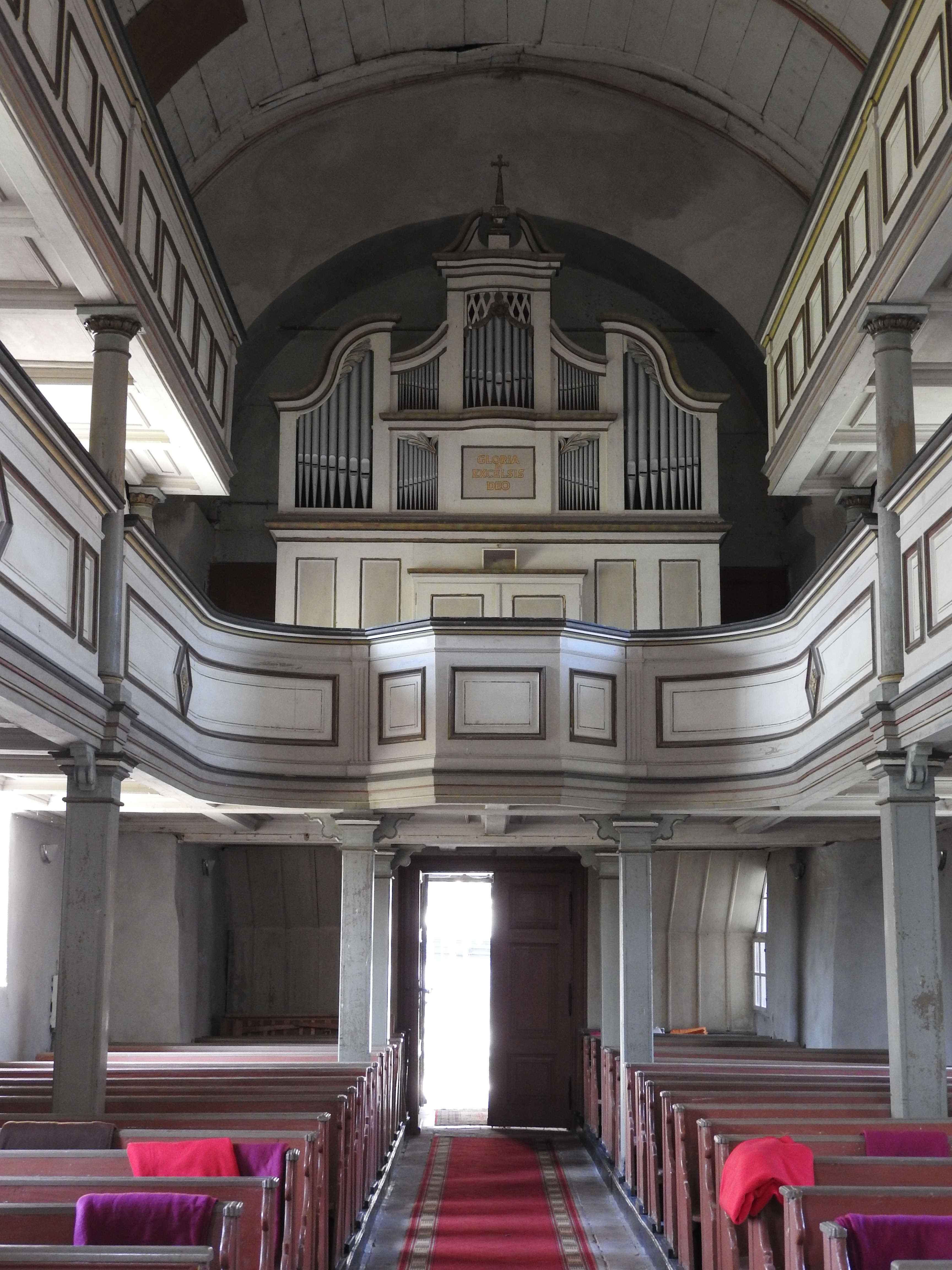
Innenansicht mit Orgel

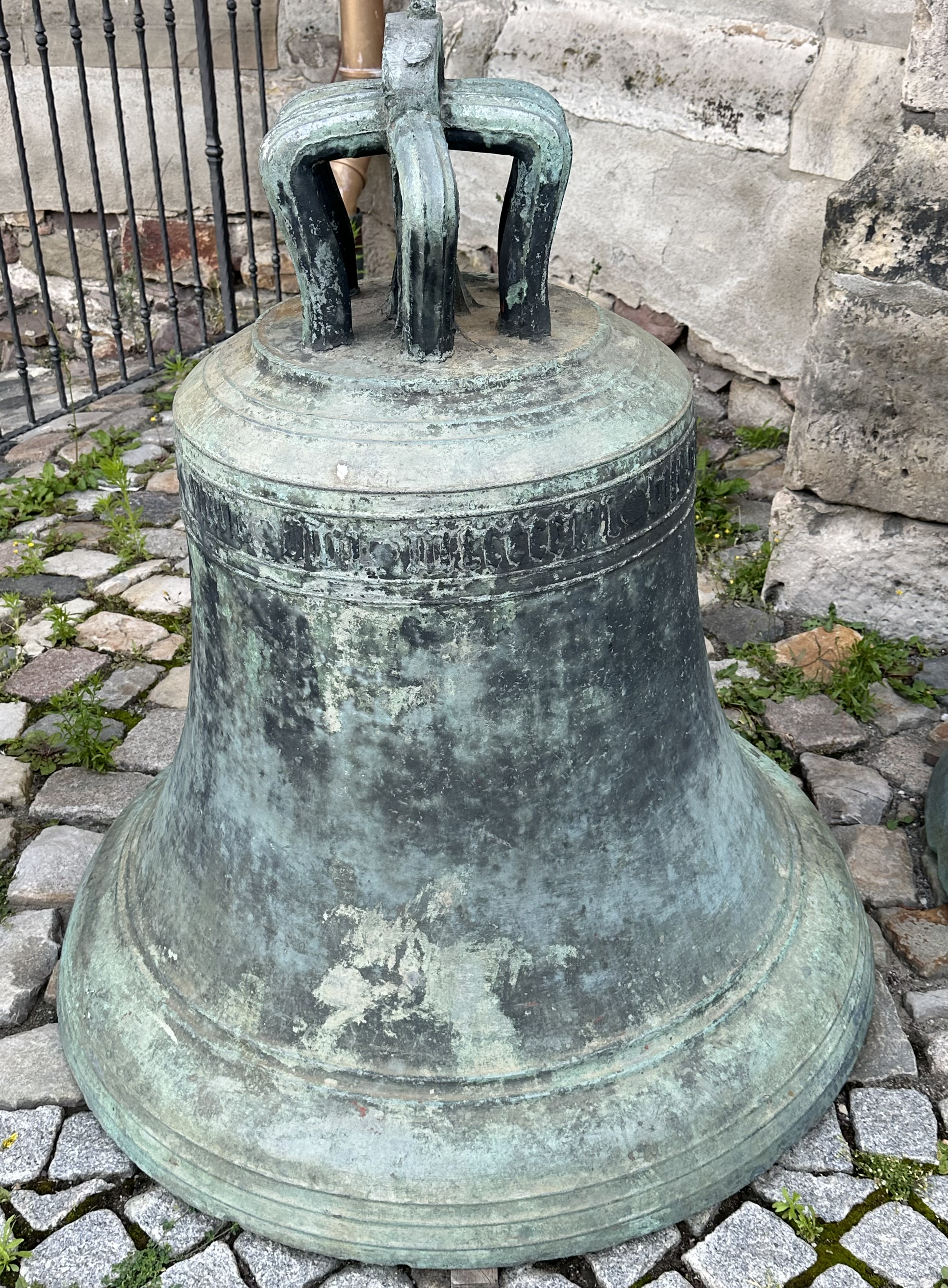
Bronzeglocke von 1503

Die evangelisch-lutherische, denkmalgeschützte Kirche St. Johannis steht in Nohra, einem Ortsteil der Stadt und Landgemeinde Bleicherode im Landkreis Nordhausen in Thüringen. Die Kirchengemeinde Nohra gehört zum Pfarrbereich Wipperdorf im Kirchenkreis Südharz der Evangelischen Kirche in Mitteldeutschland.

## Beschreibung
Die Saalkirche wurde im 13. Jahrhundert aus leicht behauenen Bruchsteinen und Ecksteinen erbaut, jedoch im 17. Jahrhundert stark verändert. Sie hat einen polygonalen Chor und im Westen einen eingezogenen Kirchturm. Das Langhaus ist mit einem Satteldach bedeckt. Der Turm hat einen oktogonalen spitzen Helm, der schiefergedeckt ist. Der mit einem hölzernen Tonnengewölbe überspannte Innenraum hat zweigeschossige Emporen an den Längsseiten und eine eingeschossige, auf dem die Orgel steht. Sie hat 14 Register, verteilt auf 2 Manuale und Pedal, und wurde um 1880 von Robert Knauf & Sohn gebaut und 1989 durch die Firma Mecklenburger Orgelbau restauriert. Das Taufbecken ist romanisch. Ein Epitaph der Familie von Bodenhausen stammt von 1597, ein weiteres von 1666 für Bodo von Gladebeck (1620–1681), Herr von Nohra.
Im Kirchturm läutet eine um 1230 gegossene Glocke.
Die im Jahr 1503 gegossene Bronzeglocke mit der Inschrift „★ Sankt Johannis ★ Anno domini MCCCCCIII ★ Hilf got maria berot ★“ befindet sich unter den Glocken auf dem Johanniskirchhof in Magdeburg.